# Iranocichla hormuzensis
Iranocichla hormuzensis é uma espécie de peixe da família Cichlidae. É a única espécie descrita para o gênero Iranocichla. É endêmica do sul do Irã.
No Irã, as espécies Iranocichla hormuzensis Coad, 1989 habita águas quentes e salgadas em região extremamente quente em Hormuz no sudoeste do Irã. Trata-se do ciclídeo que habita a parte mais oriental do planeta. Brian Coad, ictiólogo canadense e especialista em peixes iranianos, e que descreveu Iranocichla, registrou vinte e dois locais para este ciclídeo. A região de Hormuz atinge 55°C e os biótopos aquáticos atingem 36°C e com o pH em torno de 8.0.